# Triplochrysa
Triplochrysa är ett släkte av insekter. Triplochrysa ingår i familjen guldögonsländor.
Kladogram enligt Catalogue of Life:
| Triplochrysa | \| \| Triplochrysa kimminsi \| \| \| \| \| \| Triplochrysa pallida \| \| \| \| |
|              | \| \| Triplochrysa kimminsi \| \| \| \| \| \| Triplochrysa pallida \| \| \| \| |
|              | Triplochrysa kimminsi                                                          |
|              |                                                                                |
|              | Triplochrysa pallida                                                           |
|              |                                                                                |